# Parcewo (województwo podlaskie)

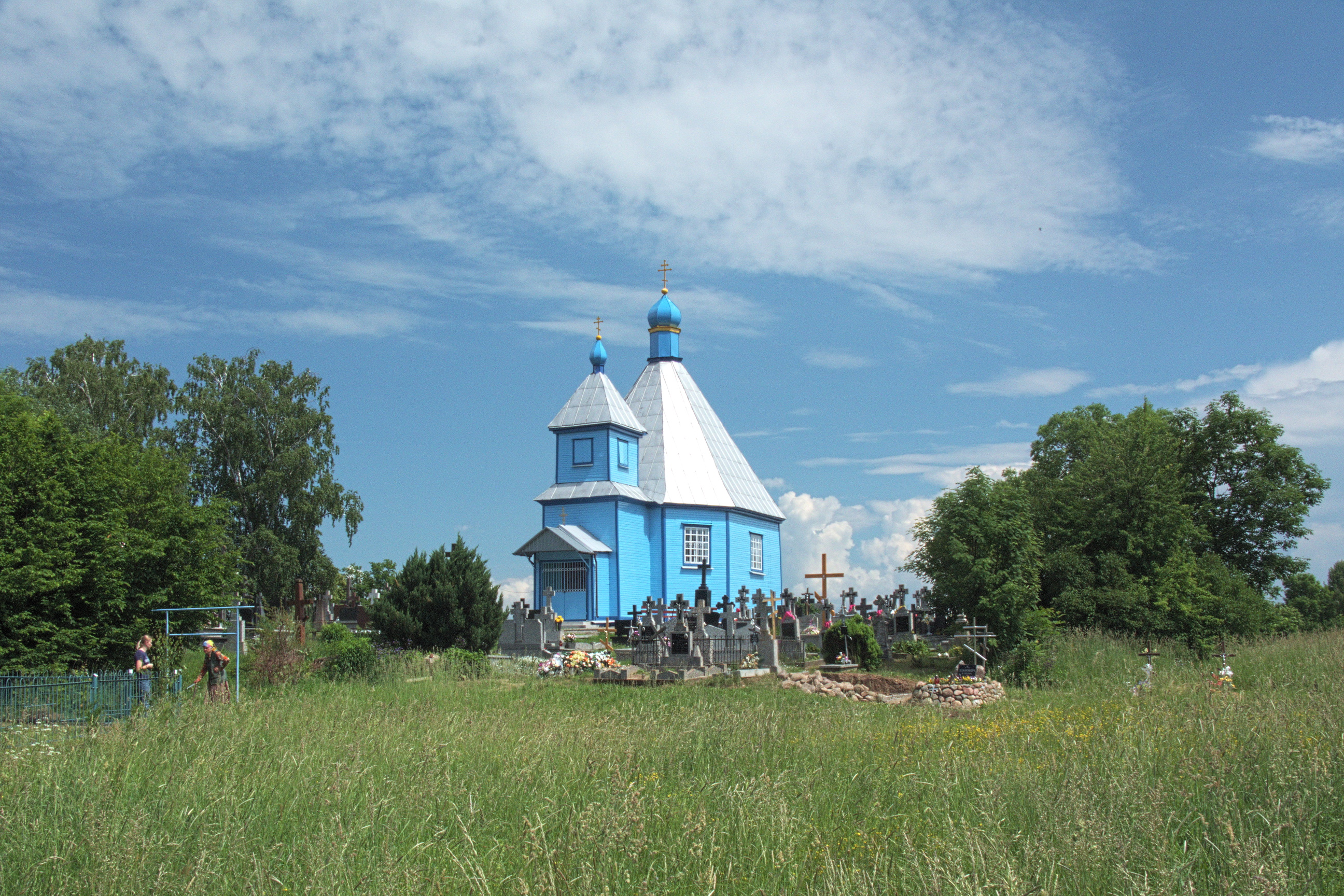
Cerkiew św. Dymitra Sołuńskiego na miejscowym cmentarzu

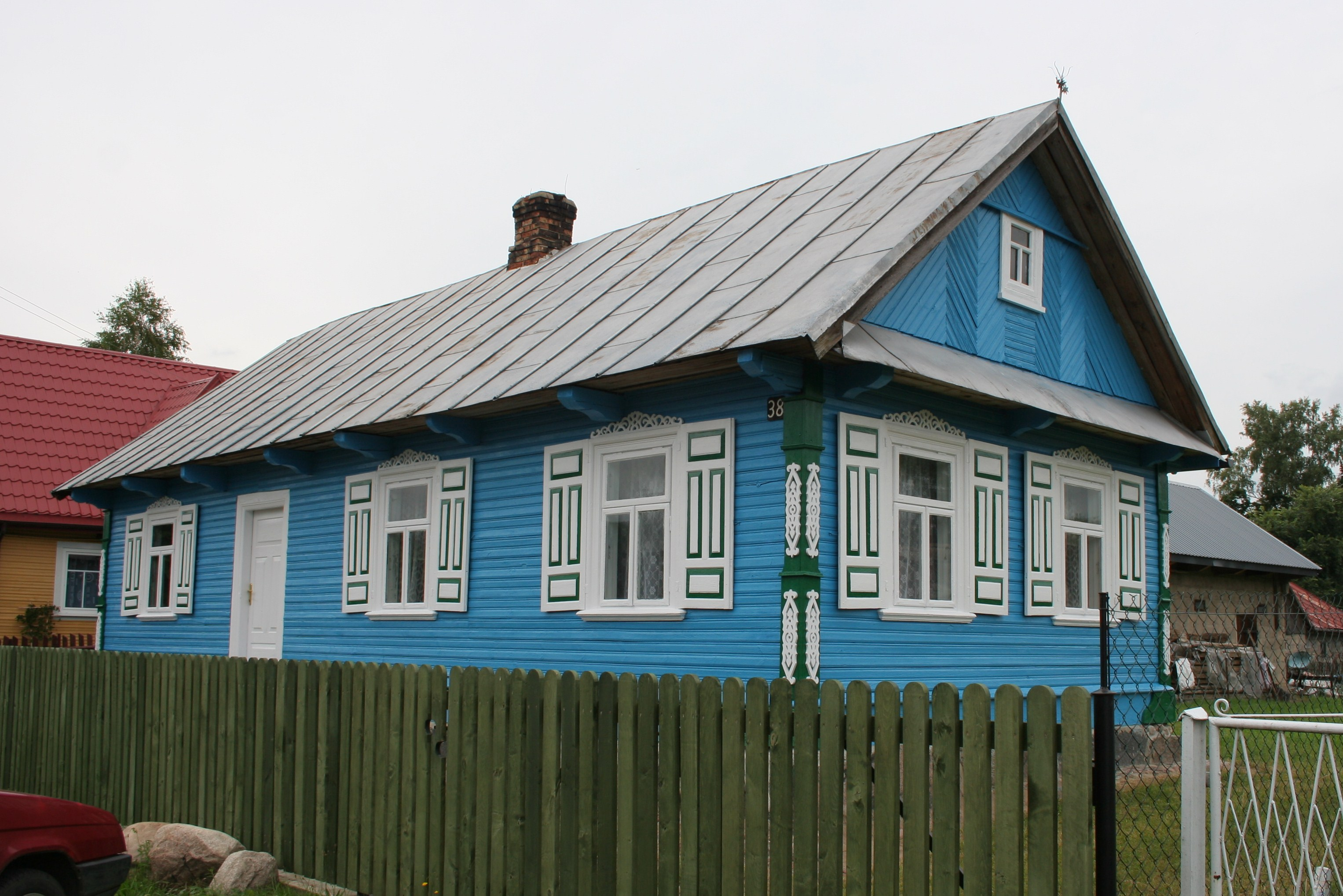
Jeden z miejscowych domów

Parcewo (brus. Парцава, Parcava, w miejsc. gwarze Parciovo lub Parcievo) – wieś w Polsce położona w województwie podlaskim, w powiecie bielskim, w gminie Bielsk Podlaski.
Parczewo było przedmieściem Bielska położonym w starostwie bielskim w II połowie XVII wieku. Wieś królewska w starostwie bielskim w ziemi bielskiej województwa podlaskiego w 1795 roku. W latach 1975–1998 miejscowość administracyjnie należała do województwa białostockiego.
Prawosławni mieszkańcy wsi należą do parafii Parafia Zmartwychwstania Pańskiego w Bielsku Podlaskim, a wierni kościoła rzymskokatolickiego do parafii Najświętszej Opatrzności Bożej w Bielsku Podlaskim.

## Zabytki
- drewniana prawosławna cerkiew cmentarna pod wezwaniem św. Dymitra, należąca do parafii Zmartwychwstania Pańskiego w Bielsku Podlaskim, 1. poł. XIX, nr rej.:A-34 z 26.10.1966
- drewniana zagroda nr 99, pocz. XX;
  - drewniany dom mieszkalno-gospodarczy, nr rej.:553(555) z 30.12.1983
  - drewniana stodoła, nr rej.:554 z 30.12.1983
- drewniana chałupa nr 108, nr rej.:546 z 28.11.1983[11].